# Święta doskonałe
Święta doskonałe (ang. The Perfect Holiday) – amerykański film fabularny z 2007 roku w reżyserii Lance’a Rivery, wyprodukowany przez wytwórnie Yari Film Group, Freestyle Releasing i Destination Films.

## Fabuła
Niespełniony muzyk Benjamin Armstrong (Morris Chestnut) marzy o karierze piosenkarza i pragnie pokazać swoje piosenki słynnemu raperowi J-Jizzy’emu (Charlie Murphy). Na razie jednak zarabia na życie w centrum handlowym w przebraniu Świętego Mikołaja. Los stawia na jego drodze samotną młodą matkę Nancy (Gabrielle Union).

## Obsada
- Gabrielle Union jako Nancy Taylor
- Morris Chestnut jako Benjamin Armstrong
- Charlie Murphy jako J-Jizzy
- Malik Hammond jako John-John Taylor
- Jeremy Gumbs jako Mikey Taylor
- Khail Bryant jako Emily Taylor
- Faizon Love jako Jamal
- Jill Marie Jones jako Robin

## Odbiór

### Krytyka
Film Święta doskonałe spotkał się z negatywną reakcją krytyków. W serwisie Rotten Tomatoes 17% z pięćdziesięciu ośmiu recenzji filmu jest pozytywne (średnia ocen wyniosła 3,83 na 10). Na portalu Metacritic średnia ocen z 22 recenzji wyniosła 32 punkty na 100.